# 校則問題
校則問題（こうそくもんだい）とは、主に日本の学校において、校則が原因となって発生している教育問題・社会問題のことをいう。問題となっている校則のことをブラック校則（ブラックこうそく）と呼ぶこともある。

## 概要
時代や実情に合わなくなった内容であったり、順守させる理由がわからない不合理な校則に関しての疑問を呈する動きは、1980年代から始まっており（管理教育#管理教育的とされることのあるものも参照） 、頭髪や下着などを一律に制限、規定する校則は「人権や多様性の観点、セクシャルハラスメントの観点からも問題である」との批判があるほか、制服、部活動の強制（帰宅部を認めないこと）など見た目やプライバシー・自由に関するもの、水分補給の禁止などの安全面に関するもの、携帯電話の持ち込み禁止などの持ち物に関するものなどにも見直しが必要なのではないかとの声が上がっている。更に、NPO法人「カタリバ」のような、対話の手段を用いて、校則問題の解決に児童・生徒が深く関わるべきとの考え方がある。
自身も学生時代は校則の意味が分からず、茶髪にするなど破っていた時期があったビリギャルの小林さやかは、校則が少なくても校内秩序が保てている高偏差値の学校ほど校則が緩くなっていると述べている。親の育て方や周囲の環境、学力を背景に学校内外で悪さをしたり、学級崩壊の原因となっている学生の割合が高い低偏差値の学校ほど校則が細かく、厳しい校則だと述べている。こうした学校では、いちいち細かく決めないと校内秩序が保てないため厳しくしているという。

## 実態

### 問題となっている主な校則
問題となっている校則や、関連する生徒指導は以下の通りで、これらを「生徒のみ」に適用し、教職員が遵守すべき事項や責任の所在を一切明示していない。
なお、制服に関する校則（防寒着着用不可など）は、制服デザイナーの意向の場合もあり、学校側とデザイナーとの折り合いが付かず、校則改定に至らない場合もある。

#### 頭髪・眉に関するもの
- 生徒の染髪やパーマ加工など、頭髪に加工を施す行為の禁止
  - 一方、教職員の染髪は禁止していないか、またはあっても形骸化して遵守されない
- 「男子は丸刈り、女子は二つ結び」など、特定の髪型の指定
  - 頭髪を半端に残す丸刈りは一切禁止しない一方、頭髪を全部剃り落とすスキンヘッドを禁止する
- 男子・女子で認められる髪型や長さの差
- 生まれつき黒髪でない者や癖毛の者に地毛証明書を提出させることの義務付け
- 「髪は黒色でなければならない」という規定から派生した黒染めの強要
  - アルビノや外国にルーツを持つなどの理由から生まれつき黒髪でない者、ドライヤーやプールの塩素等で目立った脱色が発生した者など
- ツーブロックやポニーテール、お団子、コーンロウなどの、特定の髪型の禁止
- 「前髪は眉の一番下のライン（眉上）まで」など、髪の長さに関する規定
- 眉剃りの禁止
- 上記のような校則を違反していないかを教員がチェックする頭髪検査の実施
- 上記のような校則を違反していた生徒に対する丸刈りの強要

#### 服装に関するもの
- 制服着用の義務（平成24年4月〜平成29年3月の期間で学校が制服を指定している割合は98.6％[9]）
- 「指定品以外のコートや鞄を持ってきてはいけない」などの学校指定品の着用・所持の強制
- 「下着の色は白色に限定する」などの下着の色の指定、及びそれを異性も含めた教員によって確認する検査の実施
- 靴下や靴、防寒着などの色の指定
- スカートや靴下の丈の長さの指定
- スカートの下にジャージ・オーバーパンツなどの着用禁止
- 冬服や夏服への切り替え時期を学校が指定するもの
- 校則に反する服装を「異装」とし、「やむを得ない場合は事前に届け出る必要がある」としているもの
- 体育の授業時における下着着用禁止（汗で汚れるため）
- コートやマフラーなどの防寒具の着用の禁止

#### 化粧や持ち物等に関するもの
- 化粧の禁止
- 学校内で整髪料や香水をつけた状態で過ごすことの禁止
- 合理的理由のない日焼け止めの禁止
- ピアスやネックレスなどの装飾品の着用禁止
- 髪どめやゴムの色の指定
- 携帯電話の持ち込みの禁止（学校外での使用の禁止も含む）、許可制
- シャープペンシル、カッター、はさみ等文房具の持ち込み制限
- 装飾品や携帯電話、玩具等、校則で持ち込みが禁止されているものを持ち込んでいた場合は没収、および返却や弁償もせず廃棄する（返却および弁償を義務付けず、責任を逃れる）

#### 学校外での行動に関するもの
- 帰宅時、文房具店と図書館以外は立ち寄り禁止
- ゲームセンター、映画館、カラオケボックス、ファミレス、ハンバーガショップ、ネットカフェ、喫茶店、コンビニ、駄菓子屋の出入り禁止
  - 平日だけでなく、土・日・祝日・年末年始・大型連休の休校日、夏休み、冬休み、春休みも含む
- 友人宅への外泊の禁止
- 休日などの外出時の服装は制服のみ（私服での外出は禁止）
- 携帯電話の使用禁止時刻の指定
- 「行楽地へ出かける際は事前に教員に届け出ること」というもの
- 「校外の団体への加入やイベントへの参加の際は教員に届け出ること」というもの
- 学校側が一方的に通学路を指定
- 短期も含むアルバイトの禁止、許可制、届け制
- 原付・普通免許の取得の禁止
- 児童だけで学区外に行くことやお家のひとから許可のあった商店以外に入店することの禁止
  - 一方で、教職員による自家用車での通勤を一切禁止しない

#### その他
- 授業中の水分・塩分補給の禁止
- 他学年の教室がある廊下や他クラスの教室に立ち入ることの禁止
- 校内にある創立者等の像に一礼することの強制（私立学校に見られる）
- 特定の宗教への入信を強制（宗教系の私立学校に見られる）
- 男女交際を禁止したり、恋愛を「節度を保って」と細かく規定したりするもの
  - 同性の交際も含む
- 性行為を交際関係にある生徒によるものであっても「不純異性交遊」として禁止するもの（16歳未満の者がが性行為をすることは不同意性交等罪に問われる可能性がある。）
- （主に1・2年生を対象に）いわゆる「帰宅部」を一切認めず、保護者の同意を得ないまま部活動（特に体育会系）への加入を強制するもの（ブラック部活）
- 校則に違反した生徒に対する自宅謹慎や再登校の強要、退学処分など、児童・生徒の学習権を侵害するもの
- 校則を変えるための手順が記されていない
- 「生徒の遵守べき校則だけ」しか明示しせず、教職員の負うべき責任の所在を明示しない

## 歴史
（校則#歴史も参照のこと）
1960年代後半から、各地で高校紛争が起こり、紛争を起こした生徒らの要求の中には、教育評価に対する反論や、政治活動の自由、生徒自治の要求のほか、服装の自由化を求める声も含まれていた。1969年に東京都立竹早高等学校で「生徒権宣言」が出され、生徒の権利が生徒手帳に明記されたこと、1971年に大阪府立天王寺高等学校で服装に関する諸規定が撤廃され、服装が自由化されたことなどが代表例であり、この時期に高校生による自治機能がある程度確立されたとされている。
1970年代後半になると、「服装の乱れは心の乱れ」というスローガンのもと、校則が生徒管理の手段として用いられるようになり、非行防止の観点から頭髪規制やバイクに関する取り締まり（三ない運動）が厳しく行われるようになった。校内暴力、特に対教師暴力が増加した1980年代は「スカートのひだは24本」「立礼は上体を30度に」などのより一層細かな校則が定められ、それを守らせることが目的となっていることを問題視する声も上がるようになった。
1981年4月、熊本県の玉東町立玉東中学校で定められていた「男子生徒の髪は一センチメートル以下、長髪禁止」という校則に従わなかった男子生徒が、全校集会で校長に非難されるなどの対応を受け、熊本地方裁判所に当該の校則は「基本的人権の侵害であり憲法違反だ」として、中学校に対して校則の無効、玉東町に対して損害賠償を求めた訴訟を起こした。これに対して熊本地裁は1985年11月13日の判決で、「丸刈り校則」の合理性に関しては疑いの余地があるとした一方、学校側の主張を認め、原告の中学校に対する請求を棄却、町に対する請求を却下した（詳細は熊本丸刈り訴訟を参照）。本件訴訟の判決はやや粗雑な論理展開で生徒の人権主張を否定した学校よりの判決であると多くの論者から批判を受けた。日本弁護士連合会は、1985年に985校の校則を調査し、「学校生活と子どもの人権に関する宣言」という決議を行っている。
1988年3月、静岡市立清水第二中学校で校則に違反する髪型や服装をした約10名の生徒のうち、是正勧告を無視した男女4名の写真を卒業アルバムに掲載せず、花壇の花の写真を差し替えるという対応を取って発行した。この事件は新聞各紙で報じられ、同年3月31日には参議院法務委員会で取り上げられるに至ったため、文部省初等中等教育局長は、「校則は必要最小限のものにするように」などの校則の見直しを教育委員会に指示した。
2017年、大阪府立懐風館高等学校に通っていた、「生まれつきの茶色い頭髪」であった女子生徒が、学校側に「その髪色では登校させられない」などと髪を黒く染めることを強要されたのは「指導の名の下に行われたいじめだ」として約220万円の損害賠償を大阪府に求める訴えを大阪地方裁判所に起こした。学校側は、生徒の代理人弁護士に「たとえ金髪の外国人留学生でも、規則で黒染めさせることになる」と説明し、府側は請求棄却を求めた。2021年2月16日、大阪地裁の横田典子裁判長は、「複数の教員が原告生徒の地毛が黒色であったことを確認しており、茶色に染めた髪色を黒に戻すよう指導するのは教育的指導の範囲内だ」として、原告生徒の訴えを棄却した一方で、生徒名簿からの名前の削除については違法と認定し、大阪府にわずか33万円の賠償命令を下した。2021年11月11日、原告の生徒（当時）は判決を不服として上告した。原告側の代理人は「茶髪を禁じた校則は違憲で、判決には法令違反がある」と上告をした理由を説明している。
2017年9月、東京都中央区特認校の泰明小学校が2018年4月から入学する1年生に対し、イタリアのファッションブランド「アルマーニ」がデザインを監修した新しい標準服（学校が指定した着用の強制されない服）への変更を発表、従来の標準服の価格が約17,000円〜19,000円ほどだったのに対し、「アルマーニ」の標準服の価格は最大で80,000円を超えたことで、国会においても物議を醸した。（学童服#標準服の採用を巡る問題）
2022年3月、大分県では身だしなみ指導は子供の人権の過剰な侵害として、中学に進学する子供の制服や髪形について親が子どもに校則を守らせる義務がないことの確認を求めて父親の弁護士が民事調停を申し立てた。

### 1980年代以降、問題提起
前述のとおり、1980年代においても日本弁護士連合会などを中心に校則に関する問題提起は行っていたが、近年の校則に対する問題提起は2017年の大阪府立懐風館高等学校における「黒染め訴訟」を契機としたものである。
2021年になると、校則見直しの動きが活発化した。1月には、岐阜県立高校教諭の斉藤ひでみが中心となり、「【令和の校則】 制服を着ない自由はありますか…？ 制服は強制力のない「標準服」にして 行き過ぎた指導に苦しむ生徒を救いたい！」と題した署名運動を展開し、1万8888人分の署名と要望書を文部科学大臣政務官の鰐淵洋子に提出、現役の高校生らとともに記者会見を行った

。10月には、一般社団法人日本若者協議会代表理事の室橋祐貴が名古屋大学准教授の内田良らとともに「校則見直しガイドライン」を策定し公表
。更に11月には、2019年から校則見直しの活動を行っていたNPO法人『カタリバ』が、熊本大学准教授の苫野一徳の監修のもと、生徒や教員・保護者・地域住民などの学校関係者が、校則・ルールについてともに対話し、見直し続けていくことを主な内容とする「みんなのルールメイキング宣言」を宣言した。
2022年1月には、一般社団法人Voice Up Japanの高校生メンバーらが「理不尽な校則や制服制度が多い。私たちの意見を聞いてください」として文部科学省に意見書を提出した。提出後の記者会見で「自分たちが過ごす学校のルールを大人が一方的に決めるのではなく、自分たちの意見を反映させたい」として、学校運営に生徒も携わる「学校民主主義」の実現を訴えた。
こうした社会的関心の高まりもあり、国会でも「ブラック校則」が取り上げられている。2018年3月には、参議院議員の吉良よし子（日本共産党）が参院文教科学委員会 で、生徒の心身を傷つける「ブラック校則」の実態を告発した。更に、衆議院議員の鈴木貴子（自民党）も「理不尽校則問題の調査・改善を通じた学校内民主主義の普及」を政策目標に掲げた。

### 校則の改訂
前述のような問題提起をきっかけに、各自治体で校則の見直しが行われた。2019年10月頃から、茨城県教育委員会は制服を含めた校則見直しを推進するよう各校に通知を行っているが、各校は未だ個別対応に留まっている。2021年5月には、岐阜県教育委員会が全ての県立高校と特別支援学校に、行き過ぎた校則などを見直す際にはどのようなプロセスが必要か明文化するよう通知、それに基づいて岐阜県立大垣東高校は「生徒会が生徒の意見を集約して校長に校則の改正や廃止を求めることができること」「求めを受けて校長はアンケートなどで生徒や保護者の意見を聞くこと」「最終的に校長が対応を決め、理由も明らかにすること」などを盛り込んだ校則改訂のプロセスを生徒側に提示した。同年6月には熊本県教育委員会が県立高校と特別支援学校計78校に校則の内容に関するアンケートを実施、その結果、下着などの規定があると答えた学校が39校、本来の髪の色を申告させるケースがあるとした学校が13校、校則をホームページに公開しているのは1校のみで、教職員のみで見直すとした学校が46校であるということが明らかになった。これを受けて県教育委員会は12月、人権尊重の観点から、校則の見直しやホームページでの公開、生徒・保護者が参加する年１回の点検の実施を各学校に求める方針を明らかにした。富山県教育委員会も、県内のトランスジェンダーの生徒や医師らによる署名運動をきかっけに、同年6月末、男女別に指定された制服や髪型を定める校則の見直しを行うことを県議会で採択した。
2022年3月11日には同年4月から東京都立学校でブラック校則にあたる校則の廃止が、都教育委員会から発表された。髪を一律に黒染する、ツーブロックの禁止、下着の色の指定などのプライバシーや人権にかかわる校則。さらに自宅での謹慎、「高校生らしい」という、主観的で曖昧な表現など不合理な指導が見直される。
一方、学校の生徒会によって校則改訂が発案され、学校側が承認することで改訂が行われるケースも多い。2021年、筑波大学附属坂戸高等学校の生徒会が、2年間にわたる学校との話し合いを経て、15あった細かな「整容に関する校則」を「学校生活にふさわしい服装と容姿を状況や他者にも配慮して自身で判断すること」の1つにまとめた。同年4月には、高知県立宿毛工業高等学校の生徒会がツーブロック禁止の校則に異を唱え、学校側もツーブロックで登校可能とする「お試し期間」を設けたのちに問題ないと判断して改訂した。また、2019年に岐阜県立斐太高等学校の生徒会がタイツはベージュ色のみ許可され黒は着用できなかったことから認めるように訴えたが、校長は「主観」や「伝統」を理由に訴えを退けた。しかし、保護者や卒業生との会議の場で生徒が訴えた際に賛同を得られると、態度を一変し黒いタイツを認めることになったという保護者の声が校則改訂を後押しした事例もある。
2021年6月、文部科学省が全国の教育委員会に対して「校則の見直し等に関する取組事例について」を通知し、校則が子どもの実情や社会常識に則ったものであるかどうかを絶えず見直すことを求めた。
2022年4月より都立高校では、いわゆる「ブラック校則」と呼ばれていた下着の色の指定や髪の毛を一律に黒く染めるなど5項目の校則が全廃となる。生まれつきの髪色や癖毛の有無などを任意で届け出させる校則については疑問が呈されたものの、一部継続となった。

### 校則の公式ホームページでの公開の普及
「校則」は外部にほとんど公表されないが、学校（特に高校）においては、生徒は校則に従うことになることから、その校則を事前に知ってから入学を決める方法が必要であり、また「校則の秘匿」が指導拒否者等に対する教員の報復的な評価、懲戒など、学校内での生徒に対する不公正な問題の温床となっている場合が多い。
教育委員会に対するアンケートによると、調査対象の2割強にあたる29教委が「校則の外部への公開は望ましい」と回答 するなど、「校則」の公開への教育行政部の理解も高まっている。
岐阜県や大阪府、都内でも世田谷区（中学校）などが「校則」の公開に踏み切っており
、2020年6月には、名古屋市長河村たかしが保護者や地域が議論できるようにするため、全名古屋市立中学校の校則をホームページ上で公開する方針を示している。また、有志による書き込みによって校則の情報を公開する活動（全国校則Wiki）や、各自治体への開示請求による公開活動（全国校則一覧）も進められている。

### メディアでの報道増加
2020年代頃に校則問題の議論が活発になると、新聞では、2019年9月に西日本新聞が「校則のハテナ」と題した連載記事を掲載 、10月には東京新聞が「ブラック校則」について調査した 。2021年になると、毎日新聞が人権を守る視点から「ブラック校則」を見直すべきであるという社説を掲載、テレビメディアでは、NHKが2020年に校則に関する取材を本格的に開始、2021年9月9日には「クローズアップ現代プラス」で「その校則、必要ですか？ 密着！改革の最前線」と題した特集番組を放送、特設ページも開設している
 。

## 関連作品

### 楽曲
- 『MANUAL』（2018年、Anly）- シンガーソングライターのAnlyが高校在学中に受けた理不尽な頭髪指導に疑問を抱いて作った楽曲[50]。

### 映画
- 『ブラック校則』（2019年、脚本：此元和津也、監督：菅原伸太郎、主演：佐藤勝利）- 2人の男子高校生が思いをかける女子生徒を救うため理不尽な校則に立ち向かう姿を描く青春ラブコメディー[51]。
- 『北園現代史 〜自由の裏に隠された衝撃の実態〜』（2021年、監督：中村眞大）- 自由な校風が脅かされている現状に危機感を抱いた東京都立北園高等学校の生徒有志による自主制作ドキュメンタリー[52][53]
- 『靴下を折りなさい』（2021年、加古川市立陵南中学校放送部）